# Hontpázmány nembeli Márton
Hontpázmány nembeli Márton magyar főnemes volt, aki 13. században Imre király és II. András uralkodásának idejében volt országbíró, valamint Horvátország bánja.

## Élete
A 10. század végén Hont és Pázmány lovagok által alapított német származású Hontpázmány nemzetségben született. Apja Vajk volt, és két fivére is volt. Márton hűséges támogatója volt András hercegnek, aki többször is fellázadt testvére, Imre király hatalma ellen. A korabeli feljegyzések először 1201-ben említik Szolnok vármegye ispánjaként. 1202-ben András, horvát-dalmát-szlavón herceg nevezte ki bánná. Márton 1203-tól 1206-ig Vas vármegyei ispánja is volt.
Imre király fia, a gyermek III. László hirtelen halálát követően 1205-ben nagybátyja, II. András lépett a trónra. Az oklevelek szerint Márton 1208-ban Trencsén vármegye ispánja, 1209-ben pedig Abaúj és Keve vármegyék ispánja volt. 1212-ben a Kacsics nembeli Mihály helyére másodszor nevezték ki szlavón bánná. Ezt a pozíciót 1213-ig töltötte be, amikor a Kán nembeli Gyula követte tisztségében. 1214-ben országbíró és Csanád vármegye ispánja lett. 
Az 1220-as években Béla herceg belső köréhez csatlakozott, aki panaszkodott apja intézkedéseinek száma és birtokpolitikája miatt. Márton 1222-ben Fejér vármegye ispánja volt. 1224-ben címzetes bán volt Béla hercegi udvarában. Ebben a minőségében 1234-ben is említik, amikor a Csák nembeli Ugrin kalocsai érsek elnöklete alatt álló törvényszék tagjává delegálták. Márton már IV. Béla uralkodása idején, 1236 körül alapította az ipolysági apátságot. Férfi leszármazottak nélkül halt meg 1245-ben.

## Fordítás
Ez a szócikk részben vagy egészben  a   Martin Hont-Pázmány című angol Wikipédia-szócikk ezen változatának fordításán alapul.  Az eredeti cikk szerkesztőit annak laptörténete sorolja fel. Ez a jelzés csupán a megfogalmazás eredetét és a szerzői jogokat jelzi, nem szolgál a cikkben szereplő információk forrásmegjelöléseként.